# Црква Светог великомученика Георгија у Прњавору
Храм Светог великомученика Георгија налази се у Прњавору и припада Епархији бањалучкој. Грађен је у времену од 1884. до 1887. године.
Тренутно, храм Светог великомученика Георгија генерално је обновљен и представља најдрагоцјенији бисер православног народа овога краја. Поред тога што је духовни центар и мјесто светотајинског живота Цркве, храм Светог Георгија је и административни центар Архијерејског намјеснииштва прњаворског.
Храм је 1888. године освећен од стране митрополита дабробосанског г. Георгија Николајевића.